# 디젤펑크

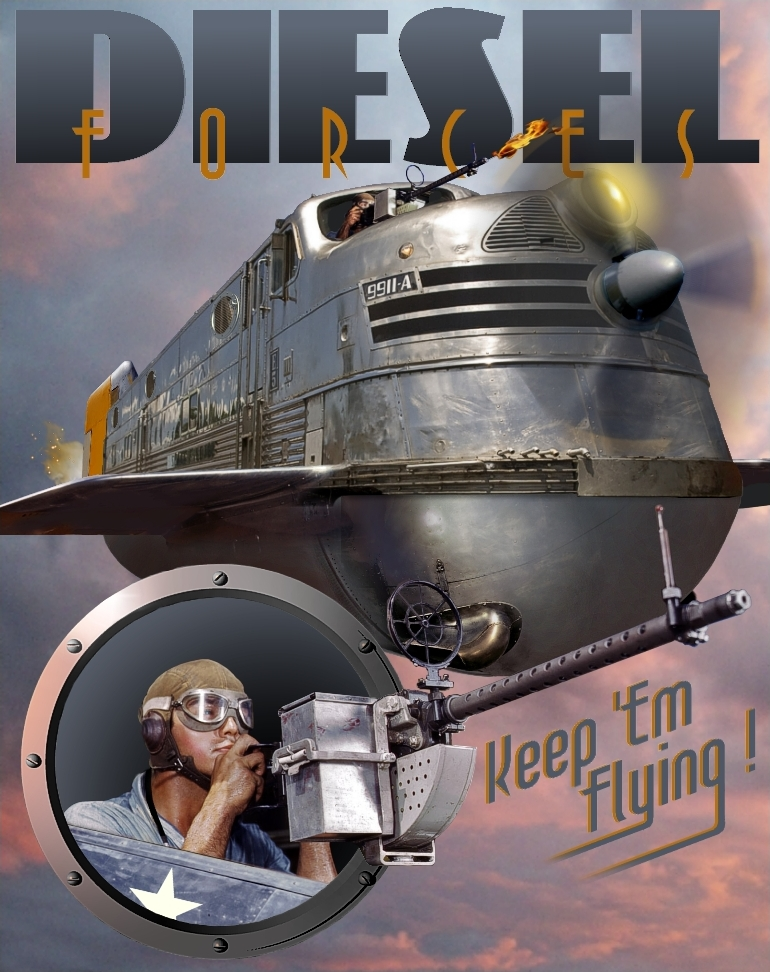

디젤펑크(Dieselpunk)는 사이버펑크 파생물의 일종이다. 비슷한 복고미래주의 파생물인 스팀펑크가 제1차 산업혁명기를 다룬다면, 디젤펑크는 제2차 산업혁명 및 전간기적 심성을 묘사한다. 디젤펑크라는 말 자체는 2001년 RPG 게임 《태양의 아이들》에서 유래되었다.

## 기원
디젤펑크는 1980년대에 유행했던 사이버펑크의 파생물이다. "디젤"은 이 장르가 다루고 있는 심성의 배경, 즉 전간기에서 1950년대에 이르는 시대의 서방세계가 주로 경유(디젤)를 연료로 사용했던 데서 기인한다. 접미사 "펑크"는 이것이 현대 주류 미학과는 배치되는 반문화적 특성을 가지고 있음을 나타낸다.

## 변종
대표적으로 데코펑크(decopunk)와 아톰펑크(atompunk)가 있다.
데코펑크는 1920년대에서 1940년대에 유행했던 아르데코 또는 유선형 모더니즘을 강조한다. 디젤펑크가 스팀펑크(황동으로 대표되는 질감)의 칙칙한 버전(강철로 대표되는 질감)이라면 데코펑크는 디젤펑크의 화려한 버전(크롬으로 대표되는 질감)이라고 할 수 있다. 대표적으로 바이오쇼크 등이 있다.
아톰펑크는 제2차 세계대전 이후, 디지털 시대 도래 이전의 1950년대적 심성을 소재로 삼는다. 이 심성을 대표하는 소재들로는 원자시대, 제트시대, 우주시대, 소련에 대한 미국의 피해망상, 구기 건축, 초기 냉전, 슈퍼히어로물, 미국의 군사력과 산업력의 급성장 등이 있다. 폴아웃 시리즈가 대표적인 아톰펑크다.